# Stazione di Sinnae

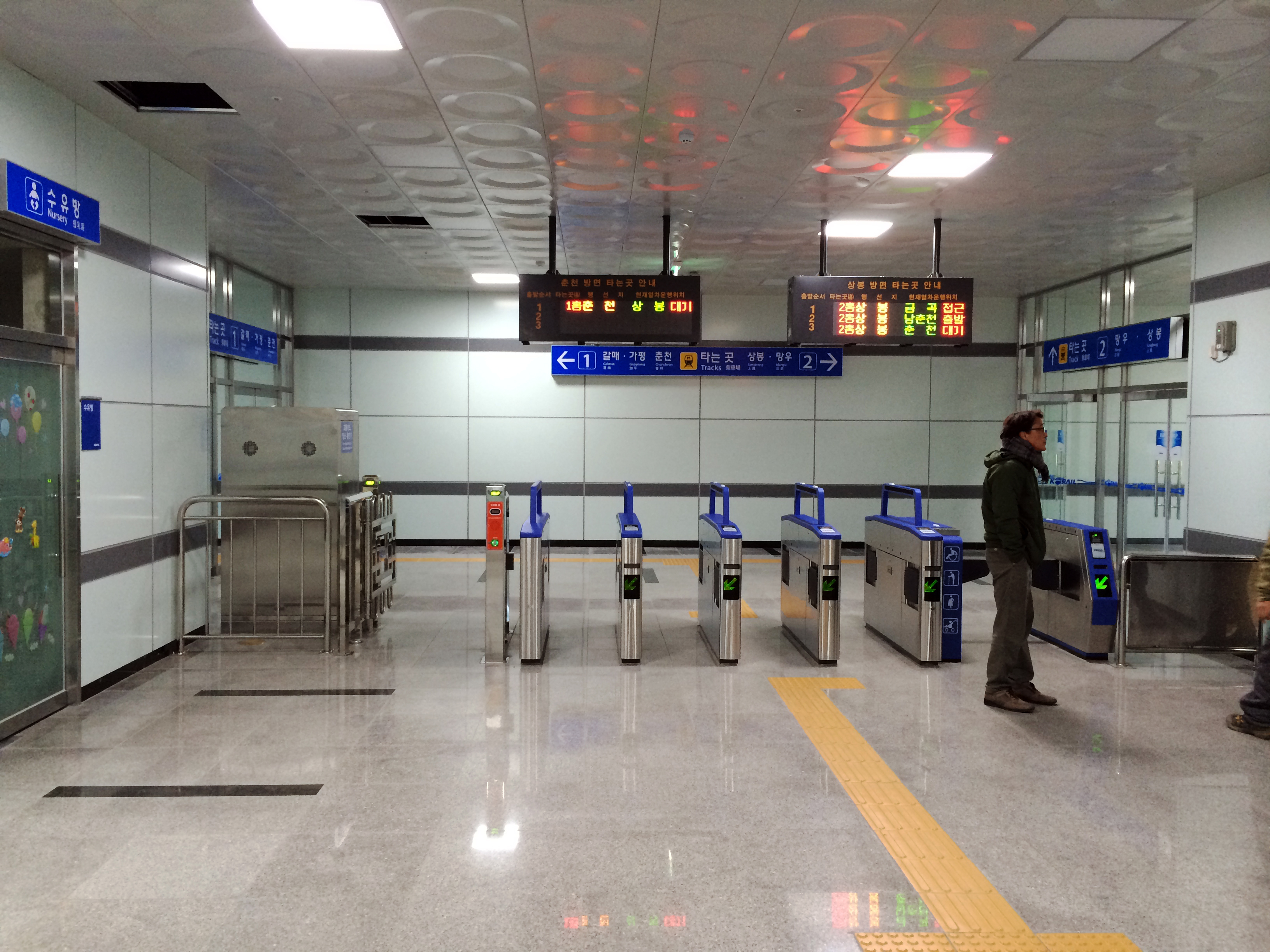
Vista del mezzanino

La stazione di Sinnae (신내역 - 新內驛, Sinnae-yeok) è una stazione ferroviaria situata nel quartiere di Jungnang-gu, nella parte orientale di Seul, in Corea del Sud, ed è servita dalla linea Gyeongchun del servizio ferroviario metropolitano Korail e, a partire dal dicembre 2015, anche dal capolinea della linea 5 della metropolitana di Seul, attualmente in costruzione.

## Linee
Korail
■ Linea Gyeongchun (Codice: P122)

### Linee in costruzione
SMRT
● Linea 5 (Codice: 648) (dicembre 2015)

## Struttura
La stazione, al momento servita dalla sola linea Gyeongchun, dispone di due binari passanti su viadotto con due marciapiedi laterali. Il fabbricato viaggiatori è sopraelevato e ospita il mezzanino, con i varchi di accesso, servizi igienici, scale mobili, ascensori e altri servizi.
| 1 | ■ Linea Gyeongchun | per Toegyewon, Pyeongnae-Hopyeong, Gapyeong, Namchuncheon e Chuncheon |
| 2 | ■ Linea Gyeongchun | per Sangbong, Cheongnyangni e Gwangundae                              |

### Stazione della metropolitana
La linea 6 sarà realizzata in superficie, sotto i binari in viadotto della linea Gyeongchun. L'apertura è prevista per il dicembre 2015.

## Stazioni adiacenti
| «                        | Servizio         | »                |
| Linea Gyeongchun         | Linea Gyeongchun | Linea Gyeongchun |
| ------------------------ | ---------------- | ---------------- |
| Mangu                    | Locale           | Galmae           |
| Linea 6 (in costruzione) |                  |                  |
| Bonghwasan               | Locale           | Capolinea        |